# Brunfelsia mire
Brunfelsia mire ist eine Art aus der Sektion Franciscea der Gattung Brunfelsia. Die meist nur 0,2 bis 1 m hohen Sträucher kommen in Teilen Boliviens, Perus und Brasiliens vor.

## Beschreibung

### Vegetative Merkmale
Brunfelsia mire ist ein meist nicht verzweigender, 0,2 bis 1 m hoher Strauch, nur selten wird sie auch bis zu 2 m hoch. Die Sprossachse hat einen Durchmesser von bis zu 8 mm und ist unbehaart. Die Rinde ist dünn, hell bis dunkelbraun und runzelig.
Die Laubblätter stehen nahe der Spitze der Sprossachse in wirtelartigen Gruppen aus bis zu sechs Blättern. Der Blattstiel ist kräftig und 2 bis 12 mm lang, kann aber auch fehlen. Die Blattspreite hat eine Länge von 12 bis 28 cm und eine Breite von 4 bis 8 cm. Sie ist umgekehrt lanzettlich bis langgestreckt, nur selten auch eiförmig-langgestreckt. Nach vorn hin ist sie spitz bis zugespitzt, die Spitze selbst ist oft beinahe sichelförmig. Die Basis ist stumpf bis keilförmig. Die Blätter sind unbehaart, matt, auf der Oberseite dunkelgrün und auf der Unterseite blassgrün gefärbt. Sie sind beinahe lederig bis lederig und glatt. Von der Mittelrippe gehen je Seite acht bis 13 Seitenadern aus, die gerade oder leicht gebogen verlaufen, dabei meist etwas auseinanderlaufen und nur selten gegabelt sind. Die Äderchen verlaufen deutlich sichtbar netzartig mit breiten Zwischenräumen.

### Blütenstände und Blüten
Die Blütenstände entstehen endständig aus den oberen Laubblattgruppen. Sie sind aufsitzend, köpfchenartig bis doldenrispenartig und besitzen eine bis zu 10 mm lange Blütenstandsachse, an der dicht gedrängt zwischen acht und 30 Blüten stehen. Die Hochblätter sind laubblattartig, 2 bis 4 mm lang, lanzettlich und bewimpert. Die Blütenstiele sind 3 bis 10 mm lang, schlank und unbehaart. 
Der Kelch ist 10 bis 18 mm lang, hat einen Durchmesser von 4 bis 8 mm, ist röhrenförmig bis röhrenförmig-glockenförmig und unbehaart oder selten schwach drüsig behaart. Er ist mit Kelchzähnen besetzt, die 3 bis 7 mm lang, eiförmig bis lanzettlich-eiförmig und zugespitzt sind. An der Frucht ist der Kelch beinahe lederig und warzig gepunktet, die Kelchzähne werden zu starken Einschnitten.
Die Krone ist zunächst violett, verblasst jedoch im Alter zu weiß. Die schlanke Kronröhre hat eine Länge von 25 bis 38 mm und einen Durchmesser von 2 bis 3 mm und ist doppelt bis dreimal so lang wie der Kelch. Sie ist unbehaart oder mit einigen vereinzelten drüsigen Trichomen besetzt. Der Kronsaum misst 25 bis 50 mm im Durchmesser und steht von der Kronröhre ab. Die Kronlappen haben eine Länge von 15 mm, sie sind breit gerundet und überlappen sich an den Seitenrändern.
Die vier Staubblätter stehen in zwei Paaren und setzen im oberen Teil der Kronröhre an und stehen nicht über diese hinaus. Die Staubfäden sind schlank und beim oberen Staubblattpaar 4 mm, beim unteren 3 mm lang. Die Staubbeutel haben eine Länge von 1,5 mm und sind nierenförmig-hufeisenförmig. Der Fruchtknoten ist 2 mm hoch und eiförmig. Der Griffel ist fadenförmig und erreicht das Ende der Staubfäden. Die Narbe ist leicht zweilappig, die beiden Lappen stehen auseinander und sind mit jeweils etwa 1 mm Länge nahezu gleich lang.

### Früchte und Samen
Die Früchte sind 13 bis 20 mm lange und 12 bis 18 mm durchmessende Kapseln. Sie sind nahezu kugelförmig bis eiförmig und sind nach vorne zugespitzt. Das glatte Perikarp ist 0,5 mm dick, knorpelig, bei Reife eintrocknend und spät aufspringend. Jede Frucht enthält zehn bis 15 Samen, diese sind 5 bis 6 mm lang, messen 3 mm im Durchmesser, sind langgestreckt elliptisch, gewinkelt, dunkelbraun und netzartig gekörnt.

## Vorkommen und Standorte
Das Vorkommen der Art verläuft an den Ausläufern der Kordilleren aus dem zentralen Bolivien bis nach Peru und im Norden und Osten bis in Teile Brasiliens. Die Pflanzen wachsen in feuchten, oftmals sumpfigen Wäldern im tiefen Schatten, meist in Höhenlagen zwischen 400 und 1400 m. 

## Etymologie und Nutzung
Das Epitheton wurde vom lokalen Namen der Pflanze „mire“ übernommen. Unter diesem Namen wird die Art von den Ureinwohnern des zentralen Bolivien als Medizin gegen Hautparasiten verwendet.